# Patrick Hughes (artista)
Patrick Hughes (Birmingham, 20 de octubre de 1939) es un artista británico creador de la «reverspectiva» o perspectiva inversa, una ilusión óptica sobre una superficie tridimensional donde las partes de la imagen que parecen más lejanas son en realidad las más cercanas físicamente. Reside y trabaja en Londres.

## Biografía
Nació en la ciudad inglesa de Birmingham, asistió a la escuela en Kingston upon Hull, y a partir de 1959 continuó en el James Graham Day College de Leeds. Antes de convertirse en artista independiente enseñó en el Leeds College of Art. Tiene tres hijos con su primera esposa, Rennie Paterson, y luego estuvo casado con la autora Molly Parkin. Vive encima de su estudio cerca de Old Street en Londres, con su tercera esposa, la historiadora y biógrafa Diane Atkinson.

## Como artista
En la década de 1970, desarrolló sus investigaciones sobre la percepción y la ilusión sobre el motivo del arco iris en una serie de grabados y pinturas, como Pile of Rainbows (1973), Prison Rainbow (1973) y Leaning on a Landscape (1979). Grabados posteriores como Leaf Art (1975) y pinturas como Realistic Paint (1977) expresaron intereses similares con el color.
Se hizo conocido por una técnica artística que él mismo desarrolló y que llama «perspectiva inversa» o «reverspectiva»: pinturas, collages y múltiples, cuya base tridimensional en forma de relieve en forma de varias pirámides truncadas sobresale del fondo, creando una ilusión óptica para el espectador. Las partes de la imagen que parecen más alejadas del ojo en realidad sobresalen de la imagen y, por lo tanto, están más cercanas al espectador. A una distancia aún mayor de la imagen, esta impresión se convierte en lo contrario. Utilizando esta técnica paradójica, crea principalmente motivos sorprendentes de edificios abandonados y diversos objetos en la tradición del arte surrealista, en particular las obras de René Magritte, Max Ernst y Salvador Dalí. Son habituales las representaciones de pilas de libros o estanterías. Los motivos de arcadas o hileras de casas también se basan en obras conocidas de la historia del arte.
Su primera incursión en la «reverspectiva» fue en la obra Sticking Out Room (1964), que era una sala de tamaño natural para el Instituto de Arte Contemporáneo en 1970. En 1990 exploró de nuevo las posibilidades de la reversión con la obra Up the Line and Down the Road.
Según sus propias declaraciones, utiliza estas inusuales perspectivas para procesar sus traumáticas experiencias de niño, cuando tuvo que permanecer en un cobertizo debajo de las escaleras durante la Segunda Guerra Mundial hasta que terminaron los bombardeos de la Luftwaffe alemana: «Me quedé tumbado y miré las escaleras desde abajo, cómo, vistas desde abajo, discurrían exactamente en la dirección opuesta», dijo en enero de 2020 con motivo de una exposición con motivo de su 80 cumpleaños en Colonia. Las «reverspectivas» también ilustran un síntoma que se presenta en pacientes que padecen esquizofrenia, ya que su percepción es tan limitada que no pueden reconocer las imágenes con el cambio de perspectiva. 
Su explicación sobre la «reverspectiva»:

{{cita|Las «reverspectivas» son pinturas tridimensionales que, cuando se ven desde el frente, inicialmente dan la impresión de estar viendo una superficie plana pintada que muestra una vista en perspectiva. Sin embargo, tan pronto como el espectador mueve la cabeza, aunque sea ligeramente, la superficie tridimensional que soporta la vista en perspectiva acentúa la profundidad de la imagen y acelera el cambio de perspectiva mucho más de lo que el cerebro normalmente permite. Esto proporciona una impresión poderosa y, a menudo, desorientadora de profundidad y movimiento. La ilusión es posible al pintar la vista en reversa con respecto al relieve de la superficie, es decir, las partes que sobresalen más de la pintura se pintan con la parte más distante de la escena. Sus obras suelen instalarse en lugares públicos, por ejemplo en la zona de recepción de la Biblioteca Nacional Alemana en Frankfurt, en la British Library de Londres o en la Tate Gallery.
La superficie de la obra Vanishing Venice (Venecia desaparecida, imagen de arriba) es tridimensional y está formada por dos pirámides con sus cimas cortadas que sobresalen hacia el espectador: las bases de las pirámides están más alejadas (planas contra la pared), mientras que las cimas planas (que se muestran como los dos rectángulos más claros en el diagrama, a la derecha) son aquellas partes que están físicamente más cercanas al espectador pero que, en la imagen, parecen estar en la distancia al final de los edificios.
Esta técnica de Hughes es el tema de artículos sobre la psicología de la percepción de Nicholas Wade y Thomas Papathomas del Laboratorio de Investigación de la Visión de la Universidad de Rutgers.
En julio de 2011, celebró sus 'cincuenta años en el mundo del espectáculo' con dos exposiciones, una retrospectiva en Flowers East y trabajos recientes en Flowers Cork Street.

## Como escritor
Ha escrito cuatro libros que investigan temas paralelos a su arte, como Paradoxymoron: Foolish Wisdom in Words and Pictures, publicado en 2011. Otros libros suyos son Círculos viciosos e infinito: una panoplia de paradojas (con el artista George Brecht); Upon the Pun: Dual Meaning in Words and Pictures, con Paul Hammond (Londres, WH Allen, 1978); y More on Oxymoron (Jonathan Cape, Ltd. 1984), que investiga el oxímoron tanto verbal como visual. También ha escrito para los periódicos The Observer, The Guardian o para la publicación del Instituto de Arte Contemporáneo ICA Magazine, entre otros, sobre arte, artistas y vidas interesantes. En 2008 la editorial Momentum publicó una colección de sus escritos, Left to Write. En 2011 se publicó la tercera edición de Patrick Hughes: Perverspective de John Slyce se publicó en 2011, con epílogo de Murray McDonald. En noviembre de 2014, Flowers Gallery publicó A New Perspective, una monografía de 240 páginas con ensayos de la profesora Dawn Adès, el profesor Martin Kemp, Murray McDonald y el Dr. Thomas Papathomas, y en 2017 A Newer Perspective.